# Gauliga Niederrhein
La Gauliga Niederrhein era la principale manifestazione calcistica nel nord della Provincia del Reno fra il 1933 ed il 1945. Tra le squadre partecipanti a questa Gauliga il Fortuna Düsseldorf divenne vicecampione nazionale nella stagione 1935-1936.

## Storia
La lega venne introdotta ne 1933 in occasione della riforma del sistema calcistico tedesco. Fu fondata con dodici club che si sfidavano in un girone all'italiana: il vincitore si qualificava per il campionato nazionale tedesco, mentre le ultime tre classificate retrocedevano; in seguito il numero di squadre cambiò, ma il torneo si mantenne sempre articolato in un solo girone.
Nel dopoguerra le squadre aderirono alla neonata Oberliga West.

## Vincitori e piazzati della Gauliga Niederrhein
Di seguito vengono riportati il vincitore e il piazzato del campionato:
| Stagione | Vincitore                    | Secondo posto         |
| 1933-34  | VfL Benrath                  | Fortuna Düsseldorf    |
| 1934-35  | VfL Benrath                  | Fortuna Düsseldorf    |
| 1935-36  | Fortuna Düsseldorf           | VfL Benrath           |
| 1936-37  | Fortuna Düsseldorf           | TuS Duisburg 1848/99  |
| 1937-38  | Fortuna Düsseldorf           | Schwarz-Weiß Essen    |
| 1938-39  | Fortuna Düsseldorf           | Schwarz-Weiß Essen    |
| 1939-40  | Fortuna Düsseldorf           | Schwarz-Weiß Essen    |
| 1940-41  | TuS Helene Altenessen        | Rot-Weiss Essen       |
| 1941-42  | Hamborn 07                   | TuS Duisburg 1848/99  |
| 1942-43  | BSG Westende Hamborn         | TuS Helene Altenessen |
| 1943-44  | KSG SpV/TuS Duisburg 1848/99 | BSG Westende Hamborn  |